# Лорел (Монтана)
Лорел (енгл. Laurel) град је у америчкој савезној држави Монтана.

## Демографија
По попису из 2010. године број становника је 6.718, што је 463 (7,4%) становника више него 2000. године.
| Група             | 2000.         | 2010.         |
| Белци             | 5.949 (95,1%) | 6.245 (93,0%) |
| Афроамериканци    | 10 (0,2%)     | 24 (0,4%)     |
| Азијати           | 24 (0,4%)     | 24 (0,4%)     |
| Хиспаноамериканци | 151 (2,4%)    | 202 (3,0%)    |
| Укупно            | 6.255         | 6.718         |